# Medalha Benjamin Franklin (American Philosophical Society)

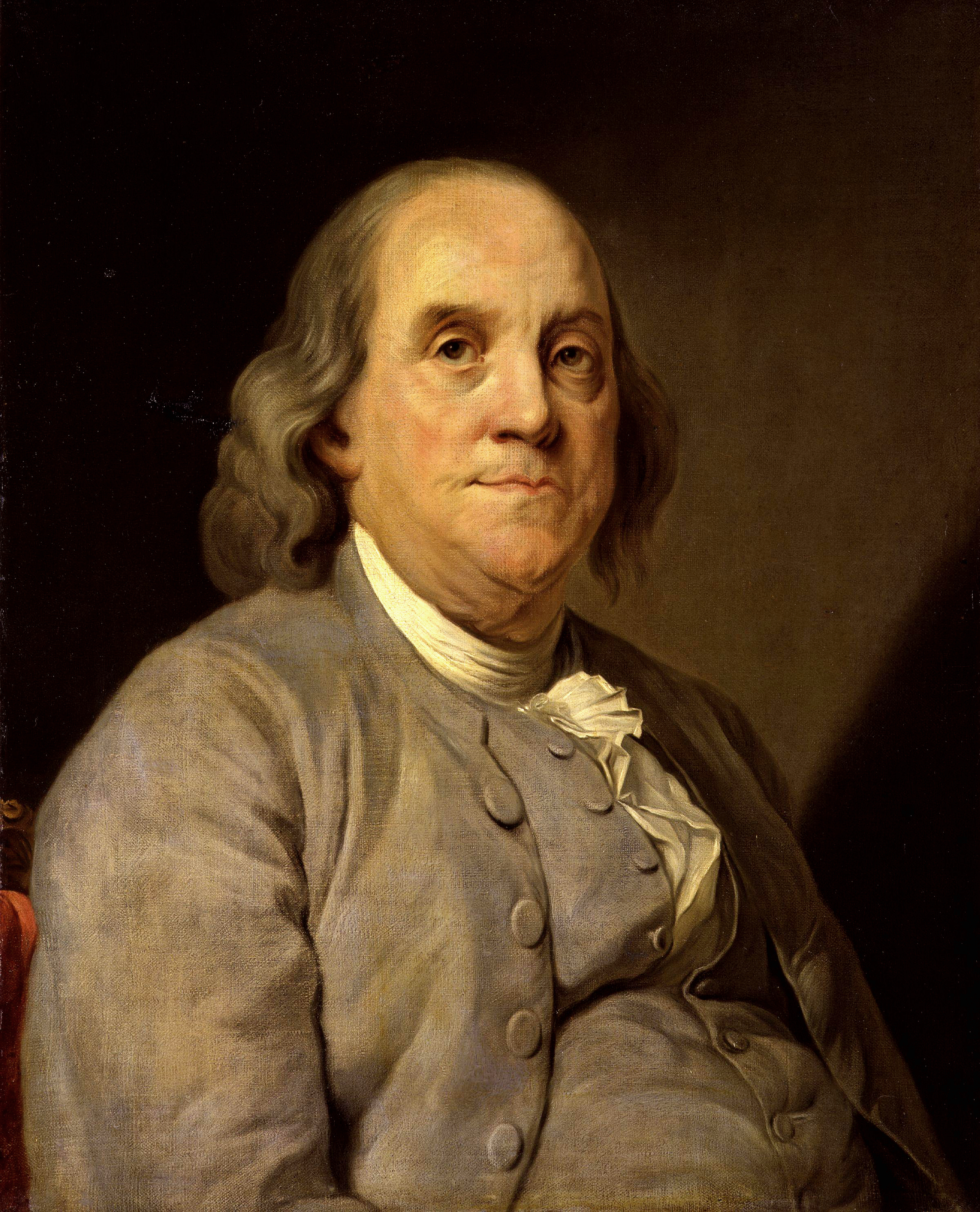
Benjamin Franklin (1706–1790) – Retrato por Joseph Duplessis (c. 1785)

A Medalha Benjamin Franklin (em inglês:  Benjamin Franklin Medal) é uma condecoração da American Philosophical Society, que em sua história de mais de um século não foi concedida durante vários anos e foi renomeada diversas vezes.

## A medalha

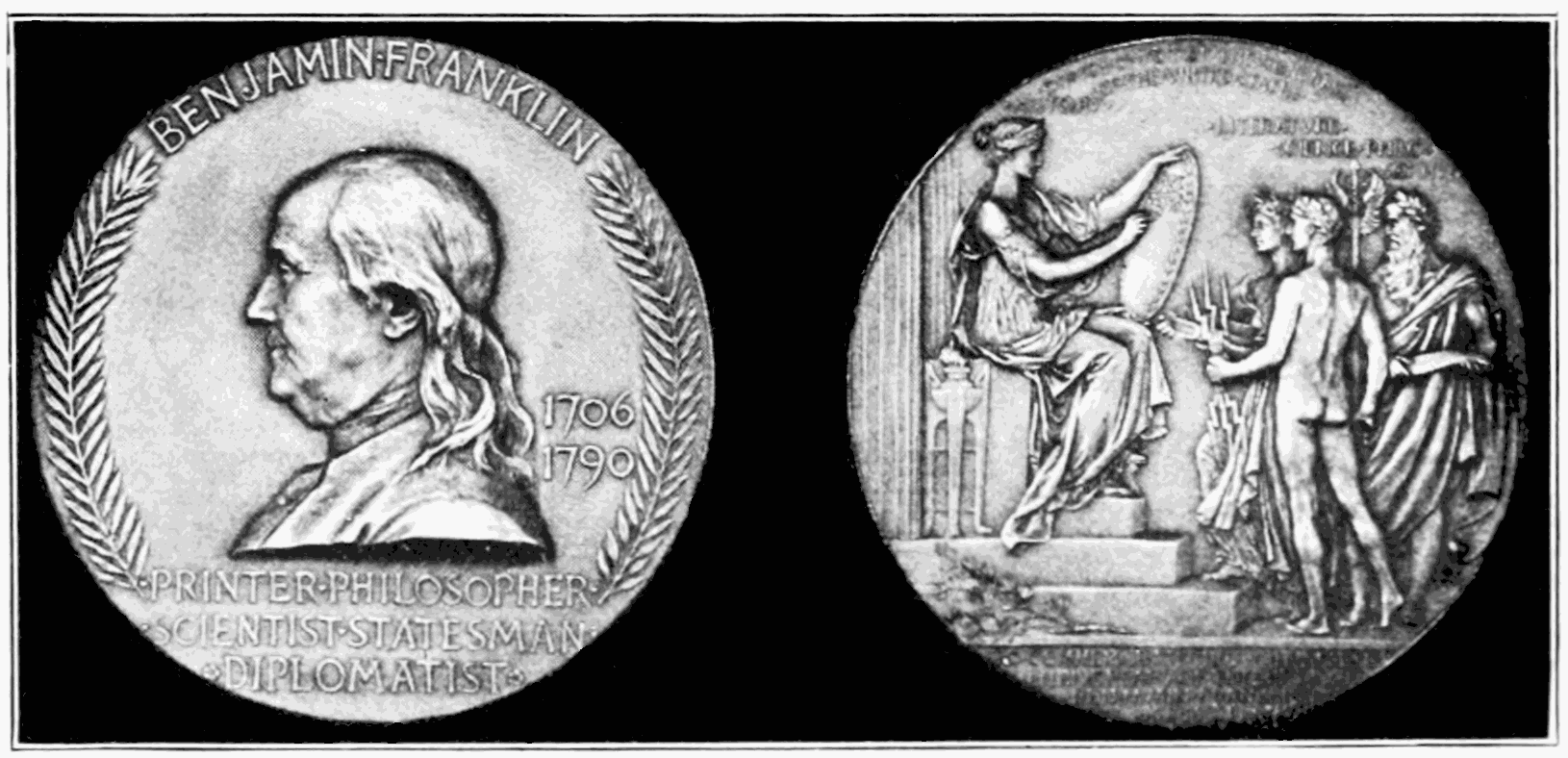
Medalha Benjamin Franklin

A medalha de aproximadamente 10 cm de diâmetro foi criada por Louis St. Gaudens (1854–1913) e Augustus Saint-Gaudens (1848–1907). No verso estão em letras maiúsculas a palavra "Benjamin Franklin", o semblante de Franklin e novamente em letras maiúsculas as palavras "Printer, Philosopher, Scientist, Statesman, Diplomatist" (impressor, filósofo, cientista, estadista, diplomata). O reverso mostra uma representação alegórica da história, que faz seus registros na presença da literatura, ciência e filosofia.

## História
Em 1906 o Congresso dos Estados Unidos decidiu, por ocasião dos duzentos anos do nascimento de Benjamin Franklin (com John Bartram um dos dois fundadores da American Philosophical Society, na época denominada Philosophical Society), permitir ao Secretário de Estado dos Estados Unidos emitir uma medalha em memória de Franklin. A primeira medalha – de ouro – foi concedida por indicação do então Presidente dos Estados Unidos Theodore Roosevelt à República Francesa. O secretário Elihu Root a entregou durante uma comemoração aos 200 anos do aniversário de Franklin ao embaixador francês Jean Jules Jusserand.
Outras 150 medalhas foram cunhadas em bronze. Estas foram destinadas a serem concedidas diretamente pelo Presidente dos Estados Unidos e pela American Philosophical Society. Sendo documentado que Marie Curie recebeu uma medalha em 1921 como "lembrança", quando ao receber a Medalha John Scott da cidade de Filadélfia apresentou na American Philosophical Society uma curta exposição sobre suas medições piezoelétricas da radioatividade, a próxima concessão oficial da medalha ocorreu em 1937, para William Lyon Phelps por ocasião de sua palestra sobre "Truth and Poetry". Até 1949 seguiram-se concessões todo ano ou dois anos a diversos cientistas por ocasião de palestras festivas.
Seguiu-se então trinta anos de pausa, até a medalha ser concedida três vezes entre 1979 e 1983 a funcionários da American Philosophical Society por mérito. Entre 1985 e 1991 a Medalha Benjamin Franklin foi então a mais significativa condecoração da American Philosophical Society nas áreas das ciências humanas e naturais ("humanities and sciences").
Desde 1987 a American Philosophical Society concede a Medalha Benjamim Franklin por Serviços Públicos de Destaque (em inglês:  Benjamin Franklin Medal for Distinguished Public Service) por contribuições excepcionais pelo bem comum (em inglês:  "general welfare"). Desde que o congresso de 1993 da American Philosophical Society autorizou a concessão da Medalha Thomas Jefferson por contribuições de destaque na área das artes, humanidades e ciência social ("arts, humanities, and social sciences"), a Medalha Benjamin Franklin é concedida apenas para a área das ciências naturais ("sciences").

## Recipientes

### Medalha Benjamin Franklin (1906–1983)
- 1906 República Francesa
- 1937 William Lyon Phelps
- 1939 Edvard Beneš
- 1940 Edward S. Corwin
- 1941 Hugh Stott Taylor
- 1943 James Bryant Conant
- 1945 Arthur Holly Compton
- 1947 Douglas Southall Freeman
- 1949 William E. Lingelbach
- 1979 George Washington Corner
- 1982 Julia A. Noonan
- 1983 Whitfield J. Bell

### Medalha Benjamin Franklin por Conquistas de Destaque em Humanidades ou Ciências (1985–1991)
- 1985 Charles Huggins
- 1986 Helen Taussig
- 1987 Samuel Noah Kramer, Otto Neugebauer
- 1988 Jonathan E. Rhoads, Sune Bergström
- 1989 John Archibald Wheeler
- 1990 James Bennett Pritchard, Britton Chance, Crawford H. Greenewalt
- 1991 Lyman Spitzer

### Medalha Benjamin Franklin por Serviço Público de Destaque (desde 1987)
- 1987 Margaret Thatcher
- 1988 Thomas John Watson, Jr., Warren E. Burger
- 1989 Paul Mellon
- 1992 Thurgood Marshall
- 1993 Walter Annenberg
- 1994 Linus Pauling
- 1995 William T. Golden
- 1996 Edmund N. Carpenter II
- 1997 William Scranton
- 1998 Alan Greenspan
- 1999 George J. Mitchell
- 2000 Nelson Mandela
- 2002 Mary Robinson
- 2003 Sandra Day O'Connor
- 2004 James Wolfensohn (entregue 2006)
- 2005 Sam Nunn
- 2006 John Hope Franklin
- 2011 Arlin M. Adams

### Medalha Benjamin Franklin por Conquistas de Destaque em Ciências (desde 1993)
- 1993 Ruth Patrick, Barbara McClintock, Chen Ning Yang, Michael Atiyah, Emily Hartshorne Mudd
- 1995 Ernst Mayr
- 1996 Victor A. McKusick
- 1997 Herman Goldstine
- 1998 Edward Osborne Wilson
- 1999 Frederick Chapman Robbins, Phillip Allen Sharp
- 2000 William Oliver Baker
- 2001 Francis Crick e James Watson, Alexander Gordon Bearn
- 2002 Joshua Lederberg
- 2003 Janet Rowley
- 2004 Steven Weinberg
- 2005 Hans Bethe
- 2006 Eric Kandel
- 2016 Thomas Starzl